# Kingston near Lewes
Pour les articles homonymes, voir Kingston.
Kingston near Lewes est un village du district de Lewes dans le Sussex de l'Est dans la région de l'Angleterre du Sud-Est, au Royaume-Uni.
Le village est mentionné dans le Domesday Book et est situé à 3,2 km (deux miles) au sud de Lewes sur les pentes des South Downs.